# Куземкино (Московская область)
Куземкино — деревня в Коломенском районе Московской области. Относится к сельскому поселению Непецинское.

## География
Деревня Куземкино расположена на левом берегу реки Северки примерно в 19 км к северо-западу от города Коломны. Ближайшие населённые пункты — деревни Шкинь и Борисово. В 2 км южнее деревни находится платформа Шкинь Большого кольца Московской железной дороги.

## Население
| 2002 | 2006 | 2010 |
| ---- | ---- | ---- |
| 20   | →20  | ↘14  |

## Известные уроженцы
Фонягин Александр (1921—1943) — рядовой, стрелок 1217-го стрелкового полка 367-й стрелковой дивизии. Закрыл своим телом амбразуру.

## Улицы
В деревне Куземкино расположены следующие улицы:
- ул. Академическая;
- ул. Лесная;
- ул. Луговая;
- ул. Набережная;
- ул. Центральная.